# 한국어린이요들합창단
한국어린이요들합창단은 서울특별시 양천구에 있는 대한민국의 합창단이다.

## 방송
- 대교어린이TV 코러스코리아 (2012) - 금상
- 생방송 톡!톡! 보니하니 (2019)
- 누가누가 잘하나 (2019)

## 음반
- 2015 세계 요들의 날 기념 앨범 1ST (2015)
- 김성범 창작요들동요 11집 (2017)
- 유니뮤직레이스 2017 수상곡 컴필레이션 앨범 (통일부 주최 평화통일 염원 대중음악 경연대회) (2017)
- 김성범 창작동요 12집 (동요로 읽는 그림책) (2018)

## 공연
- 요들 페스티벌 (2001~2017)
- 제주 설문대할망 페스티벌 (2017)
- 고양시 꽃박람회 (2019)

## 경력
- 서울시 대표 아티스트 (2018~2019)

## 수상
- 더 하모니 전국민합창대회 금상 (2011)
- 통일부 평화통일 염원 창작 음악대회 유니뮤직레이스 금상 (2017)
- 코리아 크리스마스 페어 전국민 캐롤페스티벌 대상 (2017)